# Natal'ja Zabolotnaja
Natal'ja Aleksandrovna Zabolotnaja (in russo Наталья Александровна Заболотная?; Sal'sk, 15 agosto 1985) è un'ex sollevatrice russa medagliata olimpica e mondiale e campionessa europea che ha gareggiato nella categoria dei pesi massimi (fino a 75 kg.).

## Carriera
Natal'ja Zabolotnaja si è messa subito in luce ai Campionati europei di Loutraki 2003, quando non aveva ancora compiuto 18 anni, conquistando la medaglia d'oro con 240 kg. nel totale, battendo la bulgara Rumjana Petkova (237,5 kg.) e la greca Christina Iōannidē (stesso risultato di Petkova).
L'anno successivo ha partecipato alle Olimpiadi di Atene 2004, dove ha vinto la medaglia d'argento con 272,5 kg. nel totale, stesso risultato della thailandese Pawina Thongsuk, la quale aveva però un peso corporeo inferiore a quello della russa e pertanto si è aggiudicata la medaglia d'oro.
Nel 2005 Zabolotnaja ha vinto la medaglia d'argento ai Campionati mondiali di Doha con 285 kg. nel totale. Anche in questa occasione ha perso l'oro per il suo peso corporeo superiore a quello della cinese Liu Chunhong, che aveva terminato con lo stesso risultato.
Nel 2006 si è laureata campionessa europea ai Campionati europei di Władysławowo con 278 kg. nel totale, battendo l'armena Hripsime Khurshudyan (261 kg.) e l'ucraina Nadija Myronjuk (242 kg.).
Nel 2007 è stata nuovamente medaglia d'argento ai Campionati mondiali di Chiang Mai con 281 kg. nel totale, battuta dalla cinese Cao Lei (286 kg.).
L'anno seguente ha vinto la medaglia d'oro ai Campionati europei di Lignano Sabbiadoro con 264 kg. nel totale, davanti alla spagnola Lydia Valentín-Pérez (245 kg.) e alla tedesca Yvonne Kranz (220 kg.).
Zabolotnaja si è confermata ai Campionati europei di Bucarest 2009, conquistando un'altra medaglia d'oro con 265 kg. nel totale.
Nel 2010 ha vinto la sua quinta ed ultima medaglia d'oro ai Campionati europei di Minsk con 285 kg. nel totale e, alcuni mesi dopo, ha ottenuto la sua terza ed ultima medaglia d'argento ai Campionati mondiali di Antalya con 293 kg. nel totale, battuta per 2 kg. dall'ex connazionale naturalizzata kazaka Svetlana Podobedova.
Un anno dopo è stata medaglia d'argento ai Campionati europei di Kazan' con 286 kg. nel totale, battuta questa volta dalla connazionale Nadežda Evstjuchina (292 kg.).
Nel 2012 Zabolotnaja ha preso parte alle Olimpiadi di Londra, terminando la gara al 2º posto finale con 291 kg. nel totale, ma alcuni anni dopo, in seguito ad analisi più approfondite, è stata scoperta la sua positività al doping in quella competizione olimpica e pertanto squalificata e privata della medaglia d'argento, così come è accaduto anche alla prima ed alla terza classificata della stessa gara, tutte positive al doping.